# Typhlacontias
Typhlacontias — рід сцинкоподібних ящірок родини сцинкових (Scincidae). Представники цього роду мешкають в Африці на південь від Сахари.

## Види
Рід Typhlacontias нараховує 7 видів:
- Typhlacontias brevipes V. FitzSimons, 1938
- Typhlacontias gracilis Roux, 1907
- Typhlacontias johnsonii Andersson, 1916
- Typhlacontias kataviensis Broadley, 2006
- Typhlacontias punctatissimus Bocage, 1873
- Typhlacontias rohani Angel, 1923
- Typhlacontias rudebecki Haacke, 1997